# Saint-Bris-le-Vineux
Saint-Bris-le-Vineux es una comuna francesa situada en el departamento de Yonne, en la región de Borgoña-Franco Condado.

## Demografía
| 895 | 902 | 893 | 943 | 1015 | 1045 | 1024 |
| Para los censos de 1962 a 1999 la población legal corresponde a la población sin duplicidades (Fuente: INSEE [Consultar]) |     |     |     |      |      |      |